# Never Alone (canção de 2 Brothers on the 4th Floor)
"Never Alone" é um single do álbum Dreams, lançado pelo projeto de eurodance 2 Brothers on the 4th Floor em 1993. A canção foi escrita por Bobby Boer, D-Rock e Dancability, e foi produzida por 2 Brothers on the 4th Floor. É a primeira canção de 2 Brothers on the 4th Floor a conter a participação de D-Rock e Des'Ray. A canção alcançou a posição de número 2 na parada dos Países Baixos.
Em 2009 uma versão remix da canção foi lançada como single.

## Faixas
CD Maxi-Single
| N.º | Título                            | Duração |  |
| 1.  | "Never Alone" (Euro Radio Mix)    | 4:11    |  |
| 2.  | "Never Alone" (US Radio Mix)      | 3:34    |  |
| 3.  | "Never Alone" (Club Mix)          | 5:20    |  |
| 4.  | "Never Alone" (Extended Euro Mix) | 5:48    |  |
| 5.  | "Dancin' Together" (Cowboy Dub)   | 3:41    |  |
| 6.  | "Never Alone" (Brothers Edit)     | 5:08    |  |

CD Maxi-Single 2009 Remix
| N.º | Título                                         | Duração |  |
| 1.  | "Never Alone" (Radio Edit)                     | 3:37    |  |
| 2.  | "Never Alone" (Extended)                       | 6:52    |  |
| 3.  | "Never Alone" (DJ F.R.A.N.K. Rmx)              | 5:26    |  |
| 4.  | "Never Alone" (Amro Rmx)                       | 7:04    |  |
| 5.  | "Never Alone" (DJ Dominique vs Philip D Remix) | 4:03    |  |

## Desempenho nas paradas musicais
| Parada musical (1993/1994) | Melhor posição |
| -------------------------- | -------------- |
| Itália (FIMI)              | 18             |
| Países Baixos (MegaCharts) | 2              |
| Suécia (Sverigetopplistan) | 38             |

| Parada de fim de ano (1994) | Melhor posição |
| --------------------------- | -------------- |
| Países Baixos (MegaCharts)  | 12             |